# Wybory prezydenckie na Malcie w 2009 roku
Wybory prezydenckie na Malcie odbyły się 12 stycznia 2009 roku. Ósmym prezydentem Malty został George Abela. Wyboru dokonała 69-osobowa Izba Reprezentantów.
Lider Partii Narodowej premier Lawrence Gonzi oraz lider opozycyjnej Partii Pracy Joseph Muscat razem uzgodnili, że ich wspólnym kandydatem na urząd prezydenta będzie deputowany Partii Pracy George Abela.
George Abela został mianowany. Samo głosowanie było formalnością. Był to pierwszy przypadek w historii kraju, kiedy prezydentem został polityk należący do opozycyjnej partii. Abela objął swój urząd 4 kwietnia 2009.